# Büttenhardt
Büttenhardt – miejscowość i gmina w północnej Szwajcarii, w kantonie Szafuza. Na terenie gminy leży była niemiecka eksklawa Verenahof. 

## Demografia
W Büttenhardt mieszka 431 osób. W 2021 roku 11,1% populacji gminy stanowiły osoby urodzone poza Szwajcarią. 